# Yeol Eum Son
Yeol Eum Son (Wonju, Corea del Sur, 2 de mayo de 1986) es una pianista clásica surcoreana. Llamó la atención internacional durante su aparición como solista de la Orquesta Filarmónica de Nueva York bajo la dirección del conductor Lorin Maazel en 2004. Recibió la medalla de plata en el Concurso Internacional Chaikovski en 2011, en el que también obtuvo el reconocimiento a la mejor interpretación de concierto de cámara.

## Datos biográficos
Son recibió su primera lección de piano a la edad de tres años y medio. Su primer recital lo realizó en la serie de conciertos  Kumho Prodigy en julio de 1998. A la edad de 12 años inició sus estudios con el pianista Kim Dae-jin. A los 16 ingresó a la Universidad Nacional de Corea para las artes a fin de continuar sus estudios pianísticos. A los 18 años se matriculó para obtener su especialización en Chopin.[cita requerida]

## Carrera artística
Son ha tocado el piano con la Orquesta Filarmónica de Nueva York, con la Orquesta Filarmónica de Róterdam, con la Orquesta Filarmónica Checa, la de Israel, la de Tokio, la Deutsche Radio Philharmonie Saarbrücken Kaiserslautern, la NDR Radiophilharmonie, la de la Academia de Saint Martin in the Fields, la Orquesta Sinfónica de la NHK, la de la federación Rusa, la Orquesta Sinfónica de Seattle, la del Teatro Mariinsky y muchas otras, bajo la batuta de distinguidos directores como  Yuri Bashmet, Karel Mark Chichon, Myung-whun Chung, James Conlon, Lawrence Foster, Valeri Guérguiev, Dmitri Kitayenko, Lorin Maazel y Ludovic Morlot. Desde el 2006, estudió con Arie Vardi en la Hochschule für Musik, Theater und Medien, Hannover, Alemania.[cita requerida]

## Premios
- 1997: 2º lugar, en el Concurso Internacional Chaikovsky para jóvenes músicos.
- 1999: 1.er Premio Oberlin, Concurso Internacional de Piano
- 2001: 1.er Premio en el séptimo Concurso de Piano de Ettlingen
- 2002: 1.er Premio en la 53 edición del Concurso Internacional para Piano Viotti
- 2005: 3er lugar, Arthur Rubinstein International Piano Master Competition
- 2009: Medalla de plata y Premio Steven De Groote Memorial por la mejor interpretación de música de cámara (compartido con Evgeni Bozhanov), en la 30 edición del concurso internacional Van Cliburn
- 2011: 2º lugar, mejor concierto de cámara (Mozart) y mejor interpretación de obra bajo encargo (de Rodion Shchedrin) XIV Concurso Internacional Chaikovski, en Moscú.[cita requerida]

## Discografía
- 2004: Chopin "24 Estudios" (Universal Music)
- 2008: Chopin "Nocturnos" para piano y orquesta (Universal Music)
- 2009: 13th Van Cliburn Competition: Yeol Eum Son, Medalla de Plata (Harmonia Mundi)
- 2012: Yeol Eum Son, Piano (O'new World Music)
- 2016: Schumann & Brahms[2]